# Nélson Silva Pacheco
Nélson Silva Pacheco (Las Piedras, 8 ottobre 1944 – Barranquilla, 10 gennaio 2025) è stato un calciatore colombiano, nato in Uruguay, di ruolo attaccante.

## Carriera

### Club
Giocò sempre nella massima serie colombiana.

### Nazionale
Con la maglia della nazionale partecipò alla Copa América 1975.

## Palmarès

### Club

#### Competizioni nazionali
- Campionato colombiano: 1

América de Cali: 1979